# Stilbaceae
Stilbaceae, biljna porodica u redu medićolike (Lamiales). Podijeljena je na tri tribusa sa 14 rodova i četrdesetak (46) vrsta. ime je dobila po rodu Stilbe.

## Opis
Stilbaceae su grmlje ili malo drveće. Listovi jednostavni, nasuprotni ili zavojiti; rubovi cjeloviti ili rjeđe nazubljeni. Cvatovi koji se sastoje od klasova, tirisa, cimesa, glavica ili pojedinačnih cvjetova. Cvjetovi često mali, dvospolni; zigomorfni ili aktinomorfni. Latice srasle; u obliku lijevka ili često cjevaste. Jajnik gornji; karpele srasle. Plod je kapsula ili bobica. 

## Tribusi i rodovi
1. Familia Stilbaceae Kunth (46 spp.)
  1. Tribus Hallerieae G. Don
    1. Halleria L. (5 spp.)
    2. Charadrophila Marloth (1 sp.)

  2. Tribus Stilbeae Hogg
    1. Nuxia Comm. ex Lam. (15 spp.)
    2. Campylostachys Kunth (2 spp.)
    3. Euthystachys A. DC. (1 sp.)
    4. Kogelbergia Rourke (2 spp.)
    5. Thesmophora Rourke (1 sp.)
    6. Stilbe Bergius (7 spp.)
    7. Retzia Thunb. (1 sp.)

  3. Tribus Bowkerieae Barringer
    1. Anastrabe E. Mey. ex Benth. (1 sp.)
    2. Bowkeria Harv. (3 spp.)
    3. Ixianthes Benth. (1 sp.)